# Michael Czerwiński
Michael Czerwiński (7 settembre 2003) è un pallavolista austriaco, opposto del Cisterna.

## Carriera

### Club
La carriera di Michael Czerwiński inizia nel 2020 nella giovanili del Vienna hotVolleys; nella stagione 2022-23 viene ingaggiato dall'Amstetten, debuttando in Austrian Volley League Men.
Nell'annata 2023-24 si trasferisce in Italia per difendere i colori del Cisterna, in Superlega.

### Nazionale
Nel 2019 viene convocato nella nazionale austriaca under 17, mentre nel 2022 è sia in quella Under-20 che under 22.
Nel 2023 ottiene le prime convocazioni nella nazionale maggiore: nel 2024 conquista l'argento all'European Silver League.

## Palmarès

### Nazionale (competizioni minori)
- European Silver League 2024